# Empoasca uniprossicae
Empoasca uniprossicae är en insektsart som beskrevs av Sohi 1977. Empoasca uniprossicae ingår i släktet Empoasca och familjen dvärgstritar. Inga underarter finns listade i Catalogue of Life.